# إريك مولينا
إريك مولينا (بالإنجليزية: Éric Molina)‏ مواليد 26 أبريل 1982 في تكساس، هو ملاكم محترف أمريكي يصنف ضمن فئة الوزن الثقيل.

## المسيرة الاحترافية
من نزالاته:
- خسر أمام ديونتاي وايلدر بالضربة القاضية (2015).
- انتصر على دافاريل وليامسون بالضربة الفنية القاضية (2014).
- خسر أمام كريس أريولا بالضربة القاضية (2012).

## إحصائيات
خاض خلال مسيرته 32 نزالا، فاز في 27 وخسر في 5. فاز بالضربة القاضية في 19 نزالا.

## روابط خارجية
- إريك مولينا على موقع بوكس ريك (الإنجليزية) (registration required)